# Platyzosteria prima
Platyzosteria prima är en kackerlacksart som först beskrevs av Johann Gottlieb Otto Tepper 1893.  Platyzosteria prima ingår i släktet Platyzosteria och familjen storkackerlackor. Inga underarter finns listade i Catalogue of Life.